# Советская молодёжь (газета, Иркутск)
«Сове́тская молодёжь» — иркутская областная газета (в просторечии — «Молодёжка»), была основана 7 июня 1924 года. Прежние названия — «Комсомолия», «Восточно-сибирский комсомолец», с 1939 года — «Советская молодёжь».
Первый номер «Комсомолии» подготовил Иосиф Уткин, газета выходила 2 раза в неделю, тираж составлял 1700 экземпляров. В 1930 году газету переименовали в «Восточно-Сибирский комсомолец», тираж составлял 15 тысяч экземпляров. Ответственным секретарём газеты был Константин Седых. В 1939 году газету переименовали в «Советскую молодёжь». В 1950 году тираж составлял 30 тысяч экземпляров.  В 1960-х годах в газете работали Александр Вампилов и Валентин Распутин. В 1990 году тираж вырос до 160 тысяч экземпляров. В 1997 году газета объединилась с газетой «Номер один».